# Samson i Dalila (opera)
Samson i Dalila (po francusku: Samson et Dalila) – opera w trzech aktach do muzyki Camille’a Saint-Saënsa i libretta Ferdinanda Lemaire’a. Dzieło miało prapremierę w Weimarze 2 grudnia 1877 (z niemieckim librettem).
Opera ta, oparta na staro-biblijnej opowieści o Samsonie i Dalili z rozdziału 16. Księgi Sędziów. Jakkolwiek Saint-Saëns skomponował więcej niż tuzin innych oper, ta jedyna utrzymała się w stałym repertuarze jako jego mistrzowskie dzieło.
W Polsce po raz pierwszy była wystawiona w Warszawie w 1903 r. (w wersji włoskiej) oraz we Lwowie (wersja polska). Ze współczesnych wznowień najbardziej znana była jej premiera w Operze Bałtyckiej w Gdańsku, 29 września 1975, z udziałem Stefanii Toczyskiej w roli Dalili, które to przedstawienie warszawska publiczność mogła oglądać także i w Warszawie podczas gościnnych występów Opery Bałtyckiej wkrótce po premierze.
Jednym z najbardziej znanych fragmentów tej opery, często wykonywanym w wersji koncertowej, są tak zwane Bachanalie (muzyka baletowa z ostatniego aktu), oraz aria Dalili z drugiego aktu, Mon coeur s’ouvre a ta voix („Me serce otwiera się na dźwięk twego głosu”).

## Główne osoby
- Samson – tenor
- Dalila – mezzosopran
- Abimelech, satrapa Ghazy – bas
- Arcykapłan Dagona – baryton
- Starzec hebrajski – bas

## Streszczenie
Miejsce akcji: miasto Ghaza i okolice.
Czas akcji: około 1150 p.n.e.

### Akt I
W Ghazie, grupa Hebrajczyków opłakuje swój los pod uciskiem Filistynów. Samson, siłacz o nadludzkiej mocy, występuje naprzód i w płomiennych słowach wzywa lud by porzucił bezpłodne skargi i zrzucił więzy niewoli w walce zbrojnej. Udaje mu się poruszyć bierny, jak dotąd, tłum i obudzić w nim odwagę i poczucie godności (arioso i chór Arrêtez, ô mes).
Pojawia się Abimelek, władca Filistyński, i gromi lud za podniesiony tumult, a szydząc z żydowskiego Boga, urąga i im i Jemu, iż ich los jest beznadziejny, ponieważ ich bóg albo ich opuścił albo jest bezsilny tak jak i oni (aria: Ce Dieu que votre voix implore).
Samson przestrzega Abimeleka przed gniewem Jahwe za te bluźniercze zniewagi, a gdy ten, pomimo ostrzeżeń, dobywa miecza aby pokarać zuchwalca, Samson wyrywa mu z rąk jego broń i zabija, umykając w dal wraz z hebrajczykami. Prawie natychmiast Kapłan Dagona wychodzi z pobliskiej świątyni. Gani Filistynów za okazałe tchórzostwo w przeciwstawieniu się buntowi, a gdy przybyły goniec donosi mu o dalszych zwycięstwach Samsona, rzuca nań i na głowy wszystkich buntowników straszliwe przekleństwo.
W następnej scenie ukazują się starcy hebrajscy i wznoszą dziękczynne modły za tę niezwykłą odmianę ich losu. Starzec hebrajski wita powracającego w chwale Samsona, a Filistyni są zmuszeni ukryć swą nienawiść i przynajmniej chwilowo odłożyć plany zemsty. Aby usidlić ich zwycięskiego wodza, wysyłają oni swoje dziewczęta by te witały Samsona kwiatami i tańcem, a Dalila, najpiękniejsza spośród nich, śpiewa mu swoją arię, Printemps qui commence, jak to wiosna rozkwita wokół niej, a w sercu odczuwa ona wciąż zimę. Dalila zaprasza Samsona do swego siedliska, ofiarowując mu swą miłość. Jej aria, przechodzi stopniowo w duet z Samsonem, będącym całkowicie oczarowanym jej pięknością, a następnie w tercet, gdy Stary Hebrajczyk stara się usilnie, a bezskutecznie, przestrzec go przed możliwym podstępem.

### Akt II
W zaciszu swojego domu, Dalila oczekuje Samsona. To on, niegdyś, wzgardził jej miłością, a ona teraz pragnie użyć swej siły wdzięku i sztuki uwodzicielskiej aby zemścić się na nim za klęskę jej pobratymców, a najbardziej za swą własną urażoną dumę (aria: Amour! viens aider ma faiblesse). Łatwo więc daje się przekonać przybyłemu wprzódy arcykapłanowi Dagona, błagającego ją teraz o pomoc w usidleniu Samsona. Doradza on jej, aby postarała się odkryć tajemnicę siły Samsona, wtedy to będzie możliwe go pokonać.
Przybywa Samson, który pośród pierwszych odgłosów nadciągającej burzy, dręczony jest rozterką pomiędzy powziętym przez siebie obowiązkiem wobec swych rodaków a głosem własnego serca i namiętnym uczuciem do Dalili. Dalila wie o jego niepewności, i roztacza nad nim cały swój kunszt uwodzicielski, aby go usidlić. Malowniczość muzyki Saint-Saëns’a, podkreślona wyśmienitą instrumentacją, skala ekspresji i narastającego ciągle napięcia dramatycznego nie ma tutaj precedensu w twórczości żądnego innego kompozytora operowego.
To jest dla Samsona pułapka niemożliwa do uniknięcia ani wybrnięcia. Dalila zwierza mu się, uwodzicielsko a fałszywie, że należy całkowicie do niego, jeśli on jej tylko zapragnie. Błaga go, udając liryczne przywiązanie, aby odpowiedział na głos jej miłości, mając nadzieję, iż w końcu nie będzie w stanie się jej już oprzeć (aria: Mon coeur s’ouvre à ta voix). Pod koniec jej drugiej zwrotki, Samson zaczyna ulegać i wyjawia jej swoją miłość.
Zapada półmrok. Pośród narastającej burzy z błyskawicami i gromami, Samson i Dalila śpiewają dramatyczny duet-dialog. On, coraz bardziej żarliwy w stosunku do niej, ona, przedtem uwodzicielska, teraz nagle powściągliwa, wyraża niewiarę w jego słowa i stałość, a jako dowód, że mówi jej prawdę i jest wierny, żąda by zwierzył jej tajemnicę swej nadludzkiej siły, a to udając płacz, a to znowu rzekomo wyganiając go, gdy za pierwszym razem jej odmawia. Samson słyszy grzmoty i odbiera je jako ostrzeżenie boskie, ale nie jest w stanie oprzeć się jej pokusom i podąża za nią do wnętrza jej domu.
Nagle zalega cisza w okolicy: po bezpośredniej kulminacji napięcia i ryku rozszalałej burzy, nie ma jakby po niej śladu. Ale to tylko pozór. Napięcie znowu szybko narasta, niby jako w kalejdoskopie przewijają się w wariacjach prawie wszystkie użyte uprzednio motywy przewodnie, w coraz szybszym tempie, głośniej i głośniej, jakby w ostatnim ostrzeżeniu przed zbliżającą się katastrofą. Nagle zastępuje ponownie cisza, pośród której słychać z wnętrza domu głos Dalili, wzywającej zaczatowanych w pobliżu żołnierzy filistyńskich. Bezsilny Samson do nich teraz należy – to Dalila obcięła mu włosy podczas jego snu: źródło jego nadprzyrodzonej mocy.

### Akt III
Scena 1: W lochu w Ghazie, oślepiony przez swych oprawców, tkwi przytwierdzony do żarna Samson, pracując ciężko, pchając je w ruchu okrężnym. Modli się o los swych pobratymców, którzy teraz będą cierpieć za jego grzech i okazałą moralną słabość (aria Vois, ma misère). W oddali słyszy ich głosy i męką są dlań ich zarzuty o zdradę i opuszczenie.
Scena 2: W Wielkiej Świątyni Dagona w Ghazie odbywają się uczty świętujące zwycięstwo nad Samsonem i ponowne zniewolenie Hebrajczyków. Po uroczystych śpiewach i tańcach kapłanek, następują słynne, nieokiełznane w lubieżnej dzikości bachanalie z elementami wschodniej muzyki. Gdy balet dobiega końca, wprowadzają na salę Samsona. Drwią z niego wszyscy dostojnicy i cały tłum pijanych biesiadników. Szydzi z niego Arcykapłan, a nawet sama Dalila, pyszniąc się nad jego upadkiem i nad tym, że jest teraz załamany i bezsilny. Na jego ostrzeżenia, że Bóg Izraela nie pozostanie biernym obserwatorem ich bluźnierstw, wybuchają radosnym śmiechem i jeszcze większymi urąganiami. Wówczas Samson wznosi do Nieba gorącą modlitwę, prosząc o ostatnią łaskę. A gdy libacje Filistynów nabierają dalszego rozmachu, Samson niepostrzeżenie rozkazuje prowadzić się swojemu przewodnikowi, aby ten prowadził go do miejsca pomiędzy dwoma głównymi kolumnami w centrum świątyni. Tam zaś, Samson, pośród ogólnej beztroskiej wesołości, podczas gdy nikt nie zwraca już na niego najmniejszej uwagi, wznosi ostatnią modlitwę do Boga o przywrócenie swej wielkiej siły i, jednym pchnięciem łamie obie kolumny, zawalając całą świątynię, przygniatając gruzami i siebie i wszystkich Filistynów.